# 薩克森的艾米莉亞
薩克森的艾米莉亞（德語：Aemilia von Sachsen，1516年7月27日—1591年4月9日），布蘭登堡-安斯巴赫藩侯夫人，薩克森公爵亨利四世的女兒。

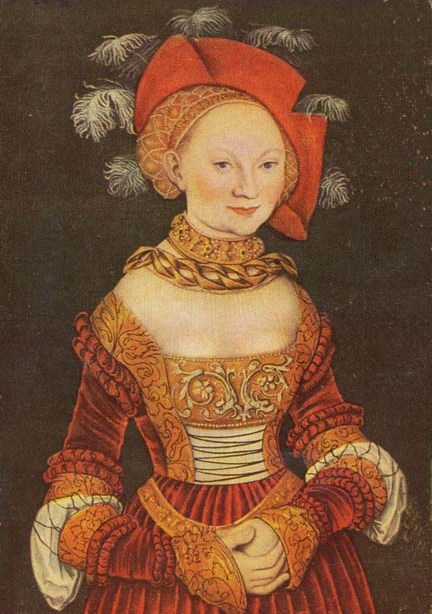
薩克森的艾米莉亞

## 家庭
1533年，艾米莉亞和布蘭登堡-安斯巴赫的格奧爾格結婚，兩人共有1子2女：
1. 索菲（1535年—1587年）
2. 多蘿西亞·卡塔里娜（英语：Dorothy Catherine of Brandenburg-Ansbach）（1538年—1604年）
3. 格奧爾格·腓特烈（1539年—1603年）